# Görlitzer Bahnhof (metrostation)
Het bovengrondse metrostation Görlitzer Bahnhof opende op 18 februari 1902 onder de naam Oranienstraße. Het is gelegen aan de Hochbahn door Kreuzberg, een van de drie takken van de eerste Berlijnse metrolijn, die naar het eindpunt Warschauer Brücke in Friedrichshain leidde. In 1926 kreeg het metrostation de naam van het naastgelegen kopstation, tot 1982 nog met de toevoeging Oranienstraße. Tegenwoordig is metrostation Görlitzer Bahnhof onderdeel van lijn U1 en U3.
Het uit ijzer opgetrokken station met boogvormige ramen werd ontworpen door het ontwerpbureau van Siemens & Halske en bevindt zich nog in vrijwel oorspronkelijke staat. Het metrostation is dan ook opgenomen op de monumentenlijst. De stations Möckernbrücke, Kottbusser Tor en Osthafen hadden ooit een vergelijkbaar ontwerp, maar werden herbouwd om praktische redenen of verwoest tijdens de Tweede Wereldoorlog. De sporen en de twee zijperrons liggen 6,3 meter boven de Skalitzerstraße, tussen de Oranienstraße / Wienerstraße en de Spreewaldplatz. In 1962 werden de perrons verlengd om ruimte te bieden aan langere treinen.